# Xenesthis monstrosa
Xenesthis monstrosa là một loài nhện trong họ Theraphosidae.
Loài này thuộc chi Xenesthis. Xenesthis monstrosa được Mary Agard Pocock miêu tả năm 1903.